# Prats-de-Mollo-la-Preste
Prats-de-Mollo-la-Preste är en kommun i departementet Pyrénées-Orientales i regionen Occitanien i södra Frankrike. Kommunen ligger i kantonen Prats-de-Mollo-la-Preste som tillhör arrondissementet Céret. År 2022 hade Prats-de-Mollo-la-Preste 1 114 invånare.

## Befolkningsutveckling
Antalet invånare i kommunen Prats-de-Mollo-la-Preste
| Referens: INSEE |